# Route nationale 811
Die Route nationale 811, kurz N 811 oder RN 811, war eine französische Nationalstraße, die von 1933 bis 1973 zwischen der Route nationale 13 in Saint-Désir bei Lisieux und Granville verlief.
Ihre Gesamtlänge betrug 176,5 Kilometer. Im Jahr 2000 wurde die Nummer erneut für die Verlängerung der Autoroute A811 ins Stadtzentrum von Nantes hinein verwendet. Diese Straße ist seit 2006 eine Kommunalstraße.